# 恩特普賴斯丘陵
79°55′S 82°0′W / 79.917°S 82.000°W
恩特普賴斯丘陵是南極洲的丘陵，位於南極大陸西部埃爾斯沃思地，屬於赫里蒂奇嶺的一部分，長60公里、寬45公里，最高點海拔高度2,010米。